# Адольф-Фрідріх Кунтцен
Адольф-Фрідріх Кунтцен (нім. Adolf-Friedrich Kuntzen; нар. 26 липня 1889, Магдебург — пом. 10 липня 1964, Едеміссен, Нижня Саксонія) — німецький воєначальник, генерал танкових військ вермахту. Учасник Першої світової війни, бився на Західному та Східному фронтах. У післявоєнний час продовжував службу в лавах рейхсверу. За часів Другої світової війни командував танковими дивізіями та корпусами на Західному та Східному фронтах. Кавалер Лицарського хреста Залізного хреста (1940).

## Біографія
Військова кар'єра
- 10 березня 1909 — фанен-юнкер
- 22 серпня 1910 — лейтенант
- 25 лютого 1917 — обер-лейтенант
- 18 грудня 1917 — ротмістр
- 1 жовтня 1929 — майор
- 1 грудня 1932 — оберст-лейтенант
- 1 листопада 1934 — оберст
- 1 березня 1938 — генерал-майор
- 1 квітня 1940 — генерал-лейтенант
- 1 квітня 1941 — генерал танкових військ

Адольф-Фрідріх Кунтцен народився 26 липня 1889 року в столиці саксонського королівства Магдебурзі. 10 березня 1909 року поступив на військову службу фанен-юнкером до 1-го Лейб-гусарського полку №1 імператорської армії. 22 серпня 1910 року присвоєне звання лейтенант.
З початком Першої світової війни у складі свого 1-го Лейб-гусарського полку бився на Західному фронті, бої на Марні, за Аррас. Пізніше полк передислокували на Східний фронт, битви в Галичині. Перебував на командних та штабних посадах, 18 грудня 1917 року присвоєне звання ротмістр. За час Першої світової війни нагороджений Залізним хрестом обох ступені.
Після війни при утворенні 100-тисячної армії рейхсверу Кунтцена залишили в лавах збройних сил Веймарської республіки, служив у штабі 1-ї дивізії рейхсверу. Навесні 1921 року переведений до 10-го Прусського рейтарського полку, але вже 1 жовтня 1921 року отримав призначення до Міністерства рейхсверу в Берліні.
1 квітня 1922 року переведений до штабу 3-ї дивізії рейхсверу в Берліні, де служив протягом наступних кількох років. 1 жовтня 1925 року він був переведений в Ольс, командиром 2-го ескадрону 8-го Прусського рейтарського полку. З 1 жовтня 1928 року А.-Ф. Кунтцен продовжив службу в штабі 3-го Прусського рейтарського полку в Ратенові. Протягом року навчався в Берлінському університеті. 1 жовтня 1929 року після присвоєння звання майора повернувся до штабної роботи в міністерстві рейхсверу. Продовжував службу на різних штабних посадах.
Після приходу нацистів до влади залишився у збройних силах. 1 березня 1938 року отримав звання генерал-майора при проходженні служби у Верховному головнокомандуванні сухопутних військ Третього Рейху. 10 листопада 1938 року А.-Ф. Кунтцен призначений командиром 3-ї легкої дивізії в Котбусі. Командував дивізією в ході вторгнення вермахту до Польщі. За бойові заслуги відзначений обома застібками до Залізного хреста. Після кампанії керував реорганізацією свого з'єднання при переформуванні його у 8-му танкову дивізію.

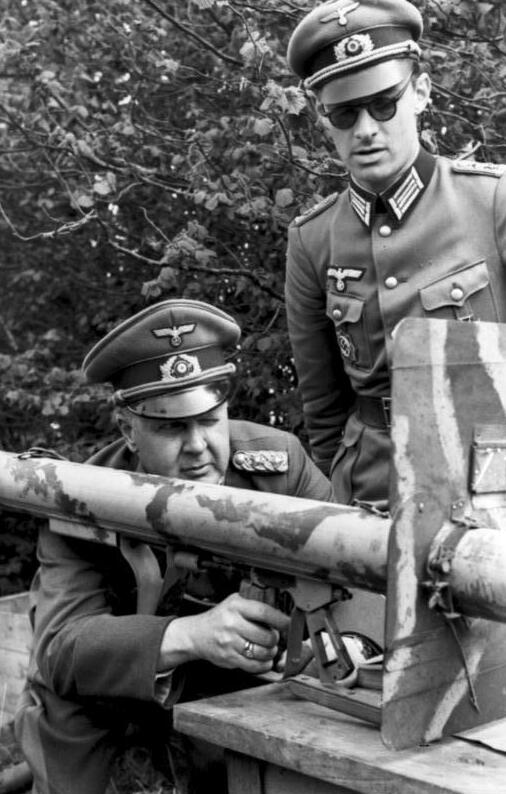
Генерал Кунтцен з гранатометом Panzerschreck. Травень 1944

1 квітня 1940 року отримав звання генерал-лейтенанта.
З травня 1940 року на чолі 8-ї танкової дивізії 41-го моторизованого корпусу генерала танкових військ Георга-Ганса Райнгардта бився в Західній кампанії. 3 червня 1940 року нагороджений Лицарським хрестом Залізного хреста.
У лютому 1941 року він здав командування дивізією й був виведений до резерву фюрера. Проте, майже відразу визначений командувати 57-м армійським (моторизованим) корпусом, що формувався. 1 квітня 1941 року підвищений у званні в генерали танкових військ.
22 червня 1941 року до початку операції «Барбаросса» очолював корпус, який до моменту нападу на СРСР мав у своєму складі 12-та, 19-та танкові й 18-та моторизована дивізії. Корпус, зосереджений у Сувалкському виступі на центрального напрямку сил вторгнення, входив до складу 3-ї танкової групи Гота. З початком вторгнення стрімко наступав у Білорусі, вів бої під Смоленськом, під Вязьмою. У середині листопада 1941 року за станом здоров'я залишив посаду командира корпусу. Знову, після одужання, повернувся до строю у січні 1942 року, але не нетривалий час. Виведений до резерву фюрера.
1 квітня 1942 року був призначений командиром 32-ге командування особливого призначення, яке входило до складу 15-ї армії генерал-полковника Курта Гаасе. Наприкінці травня 1942 року його командування було розгорнуто у 81-й армійський корпус. Протягом двох років перебував на півночі Франції, де його корпус виконував окупаційні функції. На початку вересня 1944 року Кунтцен відмовився від командування за станом здоров'я і був переведений до резерву фюрера, й більше не залучався до керівництва військами.
31 грудня 1944 року він був остаточно звільнений з дієвої служби в запас.